# نزوح أرمن مرتفعات قره باغ
في 19-20 سبتمبر 2023، بدأت أذربيجان هجومًا عسكريًا في منطقة مرتفعات قره باغ المتنازع عليها، والذي انتهى باستسلام جمهورية آرتساخ المعلنة ذاتيًا وحل قواتها المسلحة. قبل هذا الهجوم، كان عدد سكان المنطقة، المعترف بها دولياً كجزء من أذربيجان ولكن يحكمها ويسكنها الأرمن العرقيون، حوالي 120 ألف نسمة. في مواجهة تهديدات الإبادة الجماعية والتطهير العرقي من قبل أذربيجان، فر أكثر من 100.400 من الأرمن العرقيين، أي أكثر من 80% من سكان قره باغ، بحلول نهاية سبتمبر 2023. وقد وصف الخبراء الدوليون هذا النزوح الجماعي للأشخاص بأنه جريمة حرب أو جريمة ضد الإنسانية . بينما أكدت الحكومة الأذربيجانية ومسؤولوها للسكان على سلامتهم وأكدوا عزمهم على إعادة دمج السكان الأرمن، أحاطت الشكوك بهذه الضمانات، النابعة من سجل أذربيجان الراسخ في الاستبداد والقمع لسكانها الأرمن.

## خلفية
صراع مرتفعات قره باغ هو نزاع عرقي وإقليمي بين أرمينيا وأذربيجان حول المنطقة المذكورة سلفا، التي تقع داخل أذربيجان ولكن يسكنها الأرمن في الغالب.
خلال الحقبة السوفيتية، عانى الأرمن المقيمون في منطقة مرتفعات قره باغ ذاتية الحكم من تمييز كبير. قمعت سلطات أذربيجان السوفييتية الثقافة والهوية الأرمنية داخل مرتفعات قره باغ، وشجعت الأرمن على الهجرة والأذربيجانيين على الاستقرار. وعلى الرغم من هذه التدابير، ظل الأرمن يشكلون الأغلبية. في عام 1988، أثناء فترة الجلاسنوست، أُجري استفتاء في مرتفعات قره باغ يقترح نقلها إلى أرمينيا السوفييتية . قوبل هذا العمل بسلسلة من المذابح ضد الأرمن في جميع أنحاء أذربيجان، قبل حدوث أعمال عنف ضد كل من الأرمن والأذربيجانيين، مما أدى إلى اندلاع حرب مرتفعات قره باغ الأولى.
أدت الحرب إلى نزوح حوالي 500.000 أذربيجاني من منطقة قره باغ والأراضي المحتلة المحيطة بها، بالإضافة إلى 186.000 من أرمينيا، وما بين 300.000 و500.000 أرمني من أذربيجان. وتسبب صراع لاحق، وهو حرب مرتفعات قره باغ الثانية في عام 2020، في سقوط آلاف الضحايا وانتهى بانتصار أذربيجاني كبير. وسمحت هذه الحرب لأذربيجان باستعادة جميع الأراضي المحيطة بقره باغ وثلث منطقة قره باغ نفسها. منذ حرب 2020، استمرت انتهاكات وقف إطلاق النار في قره باغ وعلى الحدود الأرمينية الأذربيجانية ، مما أدى إلى سقوط ضحايا.
في ديسمبر/كانون الأول 2022، أغلقت أذربيجان ممر لاتشين، وهو الطريق الوحيد الذي يربط قره باغ بأرمينيا والذي كان من المفترض أن يكون تحت سيطرة قوات حفظ السلام الروسية، مما أدى إلى نقص الإمدادات. في فبراير 2023، أمرت محكمة العدل الدولية أذربيجان بضمان حرية الحركة إلى قره باغ، وحكمت بأن الحصار يشكل "خطرًا حقيقيًا ووشيكًا" على "صحة وحياة" السكان الأرمن في ناغورنو كاراباخ. وبحلول أوائل سبتمبر/أيلول 2023، تسبب الحصار في نفاد الإمدادات بالكامل؛ ولم يكن هناك سوى القليل من الدواء أو الوقود، في حين تم تقنين الخبز، وهو الغذاء الرئيسي في المنطقة، بحيث يقتصر على رغيف واحد لكل أسرة في اليوم. كما قامت أذربيجان بتخريب البنية التحتية المدنية الحيوية في المنطقة، بما في ذلك الغاز والكهرباء والوصول إلى الإنترنت. أقامت أذربيجان نقطة تفتيش حدودية على الممر، وبعد تبادل لإطلاق النار على الحدود بالقرب من نقطة التفتيش في يونيو 2023، شددت الحصار من خلال عدم السماح بأي وسيلة نقل إلى المنطقة.
المراقبون الدوليون، بما في ذلك لويس مورينو أوكامبو، المدعي العام الأول للمحكمة الجنائية الدولية، أعربوا عن مخاوفهم من أن الحصار المفروض على أذربيجان قد يكون بداية إبادة جماعية. وذكر أوكامبو على وجه التحديد أن تصرفات أذربيجان، والتي تضمنت حجب الإمدادات الأساسية مثل الغذاء والدواء، تبدو وكأنها جهد محسوب لفرض ظروف معيشية محسوبة على السكان الأرمن في قره باغ تهدف إلى تدميرهم ماديًا. في أغسطس 2023، كنتيجة مباشرة للحصار، توفي أول ساكن في قره باغ بسبب الجوع. وندد الرئيس الأرميني بأذربيجان، مؤكدا أنها ترتكب إبادة جماعية من خلال التسبب في مجاعة الأرمن في المنطقة. وبالمثل، قال رونالد غريغور سوني : "إن باكو عازمة على جعل حياة الأرمن مستحيلة، وتجويعهم، والضغط عليهم للمغادرة" 
في 19 سبتمبر 2023، بدأت أذربيجان هجومًا في قره باغ، بهدف نزع سلاح جيش الجمهورية المعلنة من جانب واحد. وأدى الهجوم الذي استمر 24 ساعة إلى سقوط مئات الضحايا من الجانبين ومقتل خمسة من قوات حفظ السلام الروسية. بعد أن وافقت حكومة جمهورية آرتساخ على شروط الاستسلام، تلا ذلك المفاوضات، مما دفع أذربيجان في النهاية إلى إعادة فتح الطريق إلى أرمينيا. وفرت هذه الخطوة للأرمن وسيلة لإخلاء المنطقة، وبدأ عدد كبير منهم في المغادرة اعتبارًا من 24 سبتمبر فصاعدًا.[بحاجة لمصدر]</link>

## النزوح
قبل الهجوم الأذربيجاني ضد قره باغ، كانت هناك مخاوف متزايدة من أن أذربيجان، التي تتمتع بتاريخ طويل من المشاعر المعادية للأرمن، قد ترتكب إبادة جماعية ضد الأرمن في المنطقة. أصدر ممثل الرئيس الأذربيجاني تحذيرًا صارخًا، مشيرًا إلى أن "الإبادة الجماعية قد تحدث" إذا لم يستسلم الإنفصاليون. حثت البارونة كارولين كوكس ، مؤسسة صندوق إغاثة المساعدات الإنسانية ، حكومة المملكة المتحدة على اتخاذ خطوات لمنع مثل هذه المأساة.
في حين أكدت الحكومة الأذربيجانية ومسؤولوها للسكان على سلامتهم وأكدوا عزمهم على إعادة دمج السكان الأرمن، أحاطت الشكوك بهذه التأكيدات، النابعة من سجل أذربيجان الراسخ في الاستبداد والقمع لسكانها الأرمن.

### الجدول الزمني
في 24 سبتمبر، وعلى الرغم من الحصار المستمر، سمحت أذربيجان للمدنيين الأرمن باستخدام ممر لاتشين للسفر في اتجاه واحد إلى أرمينيا. وفي اليوم نفسه، مع تصاعد المخاوف من الإبادة الجماعية والتطهير العرقي والاضطهاد، وصلت المجموعة الأولى من اللاجئين إلى أرمينيا عبر مركز كورنيدزور الحدودي. وبنهاية اليوم، كما أفادت الحكومة الأرمينية، شق 1050 لاجئًا طريقهم إلى بر الأمان. انتشر خبر المقطع، مما أدى إلى نزوح جماعي.
بحلول 25 سبتمبر،  وفقًا للحكومة الأرمينية، وصل 6500 لاجئ من قره باغ. وبعد أشهر من ندرة إمدادات الوقود أثناء الحصار، أتاح وصول شحنة الوقود للسكان الفرصة لتزويد سياراتهم بالوقود استعدادًا للرحلة إلى أرمينيا، وفي 25 سبتمبر، بدأت محطات الوقود في ستيباناكيرت بتوزيع الوقود مجانًا على أولئك الذين تم إجلاؤهم إلى أرمينيا. أرمينيا. ومع ذلك، وسط طوابير طويلة في محطة وقود في بيركادزور، انفجر خزان وقود تحت الأرض يزن 50 طنًا، مما أدى إلى مقتل ما لا يقل عن 170 شخصًا وإصابة مئات آخرين.  وكان معظم الضحايا يصطفون للحصول على الوقود لمركباتهم وهم في طريقهم إلى أرمينيا. تم علاج الضحايا الذين يعانون من درجات مختلفة من الحروق في المركز الطبي الجمهوري في آرتساخ، ومرافق منظمة مجتمع أريفيك، والمرافق الطبية في إيفانيان، والمحطة الطبية لقوات حفظ السلام الروسية. وقالت الإدارة الرئاسية في أذربيجان إنها أرسلت سيارة إسعاف تحمل إمدادات طبية. وتم نقل 142 من الجرحى في وقت لاحق إلى أرمينيا.
بحلول 26 سبتمبر، قالت الحكومة الأرمينية إن ما لا يقل عن 28000 شخص فروا من قره باغ، أي ما يعادل ربع سكان المنطقة.
بحلول 27 سبتمبر، أفادت السلطات الأرمينية أن أكثر من 50,000 لاجئ من قره باغ، أي أكثر من 40% من سكان المنطقة، قد غادروا إلى أرمينيا، بما في ذلك 17,000 طفل.  في أحداث منفصلة في 27 سبتمبر، ألقت القوات الأذربيجانية القبض على روبن فاردانيان، وهو مسؤول حكومي سابق رفيع المستوى في آرتساخ ورجل أعمال بارز، بينما كان على وشك دخول أرمينيا، وأفادت روايات مدنية من قرية فاغوهاس أن وكان الجنود الأذربيجانيون قد دخلوا القرية وأطلقوا أسلحتهم النارية في الهواء وطالبوا السكان بالفرار.
بحلول 28 سبتمبر، تجاوز عدد الوافدين إلى أرمينيا 65.000 شخص، وهو ما يمثل أكثر من نصف إجمالي سكان قره باغ. وكان طريق الإخلاء من ستيباناكيرت إلى أرمينيا مسدوداً لعدة أيام، واضطر الكثيرون إلى النوم في سياراتهم طوال الليل. عادةً ما يتم تحويل الرحلة التي تستغرق ساعتين بالسيارة إلى رحلة مدتها 30 ساعة للعديد من الأشخاص الذين تم إجلاؤهم.
بحلول 29 سبتمبر، وصل عدد اللاجئين إلى 97.700، وهو ما يمثل أكثر من 80% من إجمالي سكانقره باغ. وأفاد اللاجئون أنهم يقضون أياماً في طابور الإخلاء ولا يتقدمون سوى بضع مئات من الأمتار في اليوم. وقالت وزيرة الصحة الأرمينية أناهيت أفانيسيان إن بعض اللاجئين ماتوا أثناء العبور بسبب الإرهاق الناجم عن سوء التغذية ونقص الأدوية ووقت السفر الذي استغرق ما يصل إلى 40 ساعة.
وبحلول 30 سبتمبر، وصل عدد اللاجئين إلى 100,400 شخص. في 2 أكتوبر، دخلت أرمينيا آخر حافلة تقل اللاجئين الذين يعانون من أمراض خطيرة أو مشاكل في الحركة. ذكرت الحكومة الأرمنية أن 100,514 من سكان قره باغ الذين يقدر عددهم بـ 120,000 نسمة قد نزحوا اعتبارًا من 2 أكتوبر، ووصل العدد إلى 100,617 بحلول ظهر يوم 3 أكتوبر. سمعت بعثة الأمم المتحدة المكلفة بزيارة المنطقة من محاوريها في 1 أكتوبر أنه لم يتبق سوى ما بين 50 إلى 1000 أرمني في المنطقة بأكملها.

### الدعم الأرميني
وللمساعدة في عملية الإخلاء، قامت 46 حافلة، مخصصة عادةً للنقل العام في يريفان، بنقل 1,560 فردًا من ستيباناكيرت إلى غوريس في 28 سبتمبر. كما أرسلت أرمينيا 23 سيارة إسعاف إلى آرتساخ برفقة متخصصين والصليب الأحمر، والتي عادت لنقل 23 مصابًا بجروح خطيرة من آرتساخ إلى أرمينيا.
وفي أرمينيا، تم تحويل المسرح في مدينة غوريس إلى قاعدة للصليب الأحمر لإيواء اللاجئين. تم افتتاح مركز ثانوي لاحقًا في فايك.

## تحذيرات الإبادة الجماعية والتطهير العرقي
يعتقد العديد من المحللين السياسيين، إلى جانب سكان قره باغ، أن الهدف الأساسي لأذربيجان من الهجوم هو التطهير العرقي. حذر لويس مورينو أوكامبو، المدعي العام الأول للمحكمة الجنائية الدولية، من أن الظروف المشابهة لإبادة جماعية أرمنية أخرى آخذة في التطور، مشيرًا إلى أن الحصار المفروض على أذربيجان ينتهك المادة الثانية ج من اتفاقية الإبادة الجماعية لعام 1948، من خلال "تعمد فرض ظروف حياة جماعية على [أ] مجموعة من الأشخاص". محسوبًا لإحداث تدمير مادي كليًا أو جزئيًا"، وأن الغزو انتهك كذلك المادة الثانية (أ) والمادة الثانية (ب). وحذر من أن جمود المجتمع الدولي يمكن أن يشجع أذربيجان، ويجعلهم يعتقدون أنه لن تكون هناك تداعيات كبيرة لارتكاب الإبادة الجماعية. كما رد أوكامبو على إنكار علييف السعي إلى التطهير العرقي، مشيرًا إلى أن علييف كثيرًا ما وصف أرمينيا بأنها " أذربيجان الغربية " وأعلن أن "أرمينيا الحالية هي أرضنا".  ورفضت سامانثا باور ، كبيرة مسؤولي المساعدات الإنسانية الأمريكية والباحثة السابقة في مجال الإبادة الجماعية، استخدام مصطلح "الإبادة الجماعية"، ومع ذلك، فقد واصلت القول إن الشهادات تم جمعها بالفعل "من الأشخاص الذين فروا من العنف والحرمان ومن الحرب". الخوف من العيش في ظل حكومة أذربيجان". وصف خبيرا القانون الدوليان، بريا بيلاي وميلاني أوبراين ، الأستاذة الزائرة في جامعة مينيسوتا ورئيسة الرابطة الدولية لعلماء الإبادة الجماعية ، هذا النزوح الجماعي بأنه إما جريمة حرب أو جريمة ضد الإنسانية ترتكبها أذربيجان. ويستند هذا التوصيف إلى البيئة القسرية التي تم خلقها، أولاً من خلال الحصار ومن ثم الغزو، مما أدى إلى تدمير الإبادة الجماعية المحتملة للهوية المميزة للأرمن في آرتساخ.
تم توجيه الاتهامات بالتطهير العرقي من قبل أذربيجان من قبل نيكول باشينيان، رئيس وزراء أرمينيا، ووزارة الخارجية القبرصية، وصحيفة هآرتس الإسرائيلية وغيرها.
ورفض المسؤولون الأذربيجانيون الاتهامات بارتكاب جرائم حرب وردوا بحث الأرمن على البقاء في المنطقة. قال ممثل مفوضية الأمم المتحدة لشؤون اللاجئين في أرمينيا إنه لم تكن هناك حوادث مسجلة أو حالات سوء معاملة ضد الأشخاص المتنقلين، وردًا على أسئلة وسائل الإعلام، قالوا إنهم لا يستطيعون التعليق على ما إذا كان هذا يشكل تطهيرًا عرقيًا وأنهم كانوا كذلك. واعتبرها حالة لاجئين. بينما قال ممثل الوكالة الأمريكية للتنمية الدولية إنهم على علم بـ "تقارير مثيرة للقلق عن أعمال عنف ضد المدنيين"، وأنه تم جمع الشهادات من أولئك الذين فروا من "العنف والحرمان والخوف من العيش في ظل حكومة أذربيجان". وامتنعت وزارة الخارجية الأمريكية عن التعليق على مزاعم التطهير العرقي كما يدعي الأرمن، لكنها أكدت أنها تأخذ هذه المزاعم على محمل الجد  كما امتنع رئيس المجلس الأوروبي شارل ميشيل عن وصف النزوح الجماعي لسكان قره باغ بأنه محاولة للتطهير العرقي.

## ردود الفعل الدولية
استجابة للأزمة الإنسانية، تعهد عدد من الدول بتقديم مساعدات لمساعدة اللاجئين الأرمن، بما في ذلك إيران، والمملكة المتحدة بمبلغ مليون جنيه إسترليني والاتحاد الأوروبي بتعهد بمبلغ 5 ملايين يورو. وصلت رئيسة الوكالة الأمريكية للتنمية الدولية سامانثا باور إلى أرمينيا مع القائم بأعمال مساعد وزير الخارجية الأمريكي لشؤون أوروبا والشؤون الأوراسية يوري كيم لزيارة المتضررين وتعهدت بمبلغ 11.5 مليون دولار كمساعدات إنسانية. وقالت باور إن "العديد من الذين وصلوا كانوا يعانون من سوء التغذية الحاد، بحسب الأطباء في مكان الحادث".  وفي 28 سبتمبر/أيلول، أرسلت الوكالة الأمريكية للتنمية الدولية فريق الاستجابة للمساعدة في حالات الكوارث إلى المنطقة للمساعدة في تنسيق الاستجابة الإنسانية الأمريكية. وقالت قبرص إنها مستعدة لتقديم المساعدة الإنسانية للأرمن النازحين، وأنها تدرس سبل استضافة عدد من اللاجئين الأرمن إذا لزم الأمر.
أرسلت الأمم المتحدة بعثة إلى قره باغ لتلبية الاحتياجات الإنسانية في 1 أكتوبر. ولم تجد أي دليل على الأضرار التي لحقت بالبنية التحتية العامة بما في ذلك المستشفيات والمدارس والإسكان، أو الهياكل الثقافية والدينية. ورأت البعثة أن الحكومة الأذربيجانية تستعد لاستئناف الخدمات الصحية وبعض المرافق. وقد صدمت المهمة بالفرار السريع للسكان. وأُبلغ الفريق أن ما بين 50 إلى 1000 من الأرمن لا يزالون في المنطقة. ولم تصادف أية مركبات مدنية على طريق لاتشين المؤدي إلى المعبر الحدودي الذي يستخدمه اللاجئون. كما كان للبعثة إمكانية وصول محدودة إلى المناطق الريفية.
طلبت أرمينيا من محكمة العدل الدولية إعادة تأكيد حكمها الصادر في فبراير 2023 والذي أمر أذربيجان بضمان حرية المرور عبر ممر لاتشين، و"الامتناع عن جميع الإجراءات التي تهدف بشكل مباشر أو غير مباشر إلى تهجير من تبقى من أصل أرمني من المنطقة".